# .45 ACP
.45 ACP (11.43×23mm) (Automatic Colt Pistol), ili kako ga zove C.I.P. - .45 Auto, je metak/kalibar kojeg je dizajnirao John Browning u 1904., za svoj prototip poluautomatskog pištolja M1911 kojeg je s vremenom usvojila američka vojska u 1911.
.45 ACP je učinkovit borbeni metak koji spaja preciznost i zaustavnu moć protiv ljudskih meta. Metak ima relativno malen vatreni bljesak i zvuk pucnja, također i umjereni trzaj. Kao i drugi pištoljski meci, kratkog je dometa, čime nije sposoban probiti balistički prsluk. 
Oznaka .45 se odnosi na promjer zrna izražena u britanskim imperijalnim i američkim mjernim jedinicama tj. inčima(1 inch=2.54 cm), što znači da je promjer zrna 11.43 mm. 

## Oružja kalibrirana za .45 ACP
- Colt M1911
- H&K Mk 23
- H&K USP45
- Glock 21
- Glock 30
- Glock 41
- Springfield XDM-45
- IMI Jericho 941
- Thompson
- H&K UMP45
- KRISS Vector
- Uzi
- HS-45